# Jeux isélastiques
Les jeux isélastiques ou combats isélastiques (du grec εἰσέλασις, « entrée triomphale sur un char »), sont des luttes d'athlètes de la Grèce antique. 

## Description
Les jeux isélastiques donnaient au gagnant le droit de revenir dans sa ville natale sur un quadrige, en passant par une brèche percée exprès dans les murailles pour le recevoir. 
Le vainqueur était ensuite entretenu durant le reste de ses jours par sa patrie. 
Ces combats faisaient partie des quatre grands jeux de la Grèce, les Olympiques, les Pythiques, les Isthmiques et les Néméens. 
Lorsque Rome conquiert la Grèce, elle conserve les privilèges des jeux isélastiques.
La christianisation met fin aux concours antiques.